# Acronicta manitoba
Acronicta manitoba là một loài bướm đêm trong họ Noctuidae.